# Pompiliu Stoica
Pompiliu Sorin Stoica (n. 10 septembrie 1976, Buzău, România) este un fotbalist român retras din activitate, care a jucat pe postul de fundaș lateral, și a rămas cunoscut pentru cariera sa la FC Gloria Buzău, Astra Ploiești și FC Steaua București. Din martie 2009 până în vara aceluiași an a jucat pentru Alki Larnaca FC. A fost transferat la Petrolul Ploiești, unde a fost timp de trei ani unul din cei mai experimentați jucători. Pompiliu Stoica a strâns si 8 selecții pentru Echipa națională de fotbal a României între anii 2002 și 2006, marcând un gol pentru națională într-o partidă amicală cu Cipru.
După încheierea carierei sale în anul 2012, s-a întors în orașul natal, unde a preluat în 2013 postul de antrenor la o echipă nou înființată, Viitorul Buzău, în Superliga județeană, pe care însă a părăsit-o în luna noiembrie a aceluiași an.